# Green Bay Packers 1938
La stagione 1938 dei Green Bay Packers è stata la 18ª della franchigia nella National Football League. La squadra, allenata da Curly Lambeau, ebbe un record di 8-3, terminando prima nella NFL Western division.
Nella finale di campionato al Polo Grounds, i Packers furono sconfitti dai New York Giants 23–17, Le due squadre si sarebbero affrontate nuovamente l'anno successivo al Wisconsin State Fair Park, con risultati diversi.
Questa stagione vide l'ultima vittoria di Green Bay a Buffalo (dove sconfissero i Chicago Cardinals per due punti con un field goal nel finale). Da allora la squadra in sei tentativi non riuscì mai a battere i Buffalo Bills in trasferta.

## Calendario
| Stagione regolare |                   |                      |           |
| Turno             | Data              | Avversario           | Risultato |
| 1                 | 11 settembre 1938 | Cleveland Rams       | V 26–17   |
| 2                 | 18 settembre 1938 | Chicago Bears        | S 2–0     |
| 3                 | 25 settembre 1938 | Chicago Cardinals    | V 28–7    |
| 4                 | 28 settembre 1938 | at Chicago Cardinals | V 24–22   |
| 5                 | 9 ottobre 1938    | Detroit Lions        | S 17–7    |
| 6                 | 16 ottobre 1938   | Brooklyn Dodgers     | V 35–7    |
| 7                 | 23 ottobre 1938   | Pittsburgh Pirates   | V 20–0    |
| 8                 | 30 ottobre 1938   | at Cleveland Rams    | V 28–7    |
| 9                 | 6 novembre 1938   | at Chicago Bears     | V 24–17   |
| 10                | 13 novembre 1938  | at Detroit Lions     | V 28–7    |
| 11                | 20 novembre 1938  | at New York Giants   | S 15–3    |

### Playoff
| Playoff |                  |                    |           |
| Turno   | Data             | Avversario         | Risultato |
| Finale  | 11 dicembre 1938 | at New York Giants | S 23–17   |

## Classifiche
| NFL Western Division |   |   |   |      |     |     |     |     |
|                      | V | S | P | %    | DIV | PF  | PS  | STR |
| Green Bay Packers    | 8 | 3 | 0 | .727 | 6–2 | 223 | 118 | S1  |
| Detroit Lions        | 7 | 4 | 0 | .636 | 6–2 | 119 | 108 | S1  |
| Chicago Bears        | 6 | 5 | 0 | .545 | 3–5 | 194 | 148 | S1  |
| Cleveland Rams       | 4 | 7 | 0 | .364 | 3–5 | 131 | 215 | V1  |
| Chicago Cardinals    | 2 | 9 | 0 | .182 | 2–6 | 111 | 168 | V1  |

Nota:  i pareggi non venivano conteggiati ai fini della classifica fino al 1972.